# Карде (Кунео)
Карде (итал. Cardé) је насеље у Италији у округу Кунео, региону Пијемонт.
Према процени из 2011. у насељу је живело 786 становника. Насеље се налази на надморској висини од 261 м.

## Становништво
| 1936. | 1951. | 1961. | 1971. | 1981. | 1991. | 2001. | 2011. |
| ----- | ----- | ----- | ----- | ----- | ----- | ----- | ----- |
| 1.784 | 1.576 | 1.312 | 1.243 | 1.127 | 1.068 | 1.069 | 1.134 |